# 小花党参
小花党参（学名：Codonopsis micrantha），别称土党参，是一种桔梗科党参属的植物，为中国的特有。其分布于中国大陆的云南、四川等地，生长于海拔1,950米至2,600米的地区，多生于山地灌丛或阳山坡林下草丛中，目前尚未由人工引种栽培。